# Cikánka (zámek)
„Zámek“ Cikánka (zvaný také Villa Moskva) se nacházel v pražské městské části Radotín. Objekt č.p. 99/3 Na Cikánce, katastrální území Prahy 5 Radotín (hlavní město Praha), nazývaný zámeček Cikánka, byl statkem a objektem bydlení s původně historizujícími eklektickými architektonickými prvky (dnes je na základech zdemolovaného objektu v roce 2018 vystavěna hmotově podobná stavba). 
Původní budova byla solitérní, na půdorysu tvaru U v poslední řadě domů těsně pod kopcem, za kterým je stěnový vápencový lom. Byla asymetrická, trojkřídlá, s rizalitem umístěným ve vnitřním rohu pravého křídla, na který navazoval malý přístavek se vstupem do sklepa. 
Archivní záznamy současnou podobu objektu řadí do roku 1906, kdy vznikla pravděpodobně přestavbou starší budovy, o které ale nejsou další záznamy, starší budova však nemohla vzniknout dříve než před rokem 1840/1843, kdy na otiscích císařské mapy v lokalitě na Curandě/Kurandě v roce 1840/43 ještě nestojí žádná budova. Tomuto by odpovídalo zčásti kamenné zdivo, nacházející se v hlavních obvodovým zdech. Zbytek objektu byl cihlový. Objekt měl historizující eklektický dekor charakteristický pro architekturu kolem roku 1900.
Zmíněného roku 1906 vznikla podoba objektu před rokem 2018, buď jako přestavba staršího objektu nebo jako novostavba. A to nákladem majitele, jímž byl Josef Horn. Stavitelem byl Bedřich Sochr z Dušník. 
Název Na Cikánce je novodobý, převzatý z názvu nedaleké osady Cikánka.
V jeho sklepech byl využit slivenecký mramor.
Ve 2. polovině roku 2018 byl tzv. „zámek“ srovnán se zemí. Na jeho místě stojí novostavba.